# NGC 2500
NGC 2500是位于天猫座的一个星系，由威廉·赫歇爾於1788年發現。NGC 2500與銀河系所在的本星系群非常相似，NGC 2500 是NGC 2841星系群的一部分，該星系群還包括NGC 2541、NGC 2537和NGC 2552。NGC 2500有一個H II核，並表現出弱的內環結構。